# Vixen (DC Comics)
Vixen es un personaje ficticio, una superheroína del universo de DC Comics. Estuvo a punto de ser la primera heroína afroamericana de DC en protagonizar su propio título pero el primer número fue cancelado durante la Implosión DC en 1978 (luego fue publicado en Cancelled Comics Cavalcade). La primera aparición que llegó a manos del público fue en Action Comics N° 521 (julio de 1981).
Dos versiones del personaje aparecen en Arrowverso de The CW. Mari McCabe, personaje de cómic original, debuta en la serie animada Vixen de CW Seed, con la voz de Megalyn Echikunwoke, quien también repitió su papel en un episodio de la serie de padres de acción en vivo, Arrow. Legends of Tomorrow presenta una Vixen de la Segunda Guerra Mundial, Amaya Jiwe, identificada como la abuela de Mari, interpretada por Maisie Richardson-Sellers.

## Historial de publicaciones
Vixen estaba destinada a ser la primera superheroína africana de DC en protagonizar su propia serie, pero el primer número de su serie se canceló en Implosión DC en 1978 y nunca se lanzó. La historia se imprimió posteriormente en Canceled Comic Cavalcade.
Desde su debut en Action Comics, ha aparecido principalmente en libros de equipo, sobre todo en varias encarnaciones de Justice League y Suicide Squad.
En octubre de 2008, G. Willow Wilson comenzó una serie limitada de cinco números, Vixen: Return of the Lion.

## Biografía ficticia del personaje
En la antigua Ghana, el guerrero Tantu le pidió a Anansi la Araña que creara un tótem que le daría al usuario todos los poderes del reino animal, solo si usaba el poder para proteger a los inocentes. Tantu usó el tótem para convertirse en el primer héroe legendario de África. Posteriormente, el tótem se transmitió a los descendientes de Tantu hasta que llegó a los McCabe.
Al crecer en un pequeño pueblo en la nación ficticia de Zambesi, provincia de M'Changa, Mari Jiwe McCabe escuchó la leyenda del "Tótem Tantu" de su madre. Algún tiempo después, los cazadores furtivos mataron a la madre de Mari y fue criada por su padre, el reverendo Richard Jiwe, el sacerdote del pueblo. El propio reverendo Jiwe fue asesinado por su medio hermano (tío de Mari), el general Maksai. Maksai quería el Tótem Tantu, que Jiwe había poseído.
Mari finalmente se mudó a Estados Unidos, donde estableció una identidad como Mari McCabe y trabajó como modelo en la ciudad de Nueva York. Usó su nueva riqueza para viajar por el mundo. En un viaje de regreso a África, se encontró con su tío y recuperó el Tótem Tantu, usando su poder para convertirse en la superheroína disfrazada Vixen.

### Lucha contra el crimen
Vixen solo hizo dos apariciones como luchadora contra el crimen en solitario: una vez luchando contra cazadores furtivos en la India una vez luchando contra el tecno-psicocriminal Admiral Cerebrus. Fue una heroína renuente hasta que la Liga de la Justicia de América fue reorganizada por Aquaman. Solicitó ser miembro de la Liga a tiempo completo y fue aceptada. Durante su tiempo con la JLA, el general Maksai le quitó el tótem, quien todavía buscaba su poder. El tótem solo otorgaría todo su poder a aquellos que lo usarían para proteger a los inocentes, y provocó que Maksai se transformara en una bestia furiosa. Maksai murió en la batalla con Vixen. Cuando el equipo se enfrentó al androide asesino Amazo, Vixen y varios de sus compañeros fueron golpeados hasta dejarlos inconscientes y luego los dejaron atados y amordazados en un pozo tapiado. Vixen salvó su vida y la de sus compañeros de la Liga usando sus poderes para romper sus ataduras y cavar hacia la libertad. Vixen continuó con esa encarnación particular de la JLA hasta que dos miembros fueron asesinados, Steel y Vibe, y fue disuelta por el Detective Marciano.
Por esta época, Vixen se asoció con Animal Man. Ella viajó a su casa suburbana con el conocimiento de una fuerza misteriosa y asesina que estaba afectando los poderes de Animal Man. Se encontró incapaz de acceder a sus poderes correctamente.

### Escuadrón Suicida
Vixen volvió a modelar, pero una sesión de fotos en el Caribe se volvió violenta; Los compañeros de Mari fueron asesinados por narcotraficantes. Ella apeló al gobierno, quien entregó el asunto al Escuadrón Suicida. Se infiltró para capturar al capo de la droga Cujo, cuya apariencia había sido revelada por imágenes de la sesión de fotos. Junto con el Capitán Bumerang y Black Orchid, destruyó la operación, pero no antes de perder el control y matar al capo criminal. Asqueada por en lo que se había convertido, accedió a trabajar con el Escuadrón hasta que sus instintos animales pudieran ser controlados. Trabajó con el Escuadrón durante algún tiempo, y nuevamente vio morir a más compañeros de equipo y amigos. Cuando se disolvió por un año, Mari volvió a modelar e incluso lanzó una exitosa línea de ropa. Su romance fallido con Ben Turner (el Tigre de Bronce) hizo que Vixen rechazara una oferta para volver a unirse al equipo. Se dio cuenta de que Turner necesitaba apoyo mental y regresó de mala gana. Finalmente renunció a un futuro con Tigre, sintiendo que él nunca admitiría que necesitaba ayuda, y dejó el equipo.

### Otras aventuras
Después del apogeo del Escuadrón Suicida, Mari continuó haciendo trabajo encubierto. Fue reclutada para al menos una misión para Checkmate (la organización hermana del Escuadrón). En algún momento, ella ayudó a Oráculo y Birds of Prey. Ella se infiltró para investigar un extraño culto de "superhéroes", donde el líder estaba usando el control mental y terminó con un lavado de cerebro por parte de él. La Cazadora trató de ayudarla y casi muere. Vixen recuperó sus sentidos al canalizar la terquedad de una mula para contener el control mental del líder del culto. Ella y Cazadora luego rescataron a los otros héroes con el cerebro lavado.
Es posible que Vixen todavía haya tenido problemas para controlar su lado animal mientras usaba el tótem, como se vio cuando trabajó junto a Flash para detener a Gorilla Grodd. También sirvió en una misión con la Liga de la Justicia: Task Force, acudió en ayuda de Wonder Woman durante una batalla con Circe, y ayudó a sus antiguos camaradas de la JLA a proteger a Lex Luthor. Luego ella se unió al Cuerpo Ultramarine. Mientras formaba parte del Cuerpo, Mari le fue lavado el cerebro por Gorilla Grodd y la envió a ella y a otros héroes a luchar contra la JLA. Finalmente, Vixen y los demás fueron liberados.

### Crisis Infinita
Después del asesinato de Sue Dibny en la miniserie Identity Crisis, Vixen se reunió con sus colegas de la Liga de la Justicia. Ella estuvo presente cuando el Firestorm original murió durante una batalla con el Ladrón de Sombras. Vixen adoptó un nuevo uniforme en Infinite Crisis # 7, similar al que usa su contraparte de televisión en Liga de la Justicia Ilimitada.

### Un año después
Vixen fue engañada para la batalla en Hub City por un Solomon Grundy actualmente inteligente (cuyo renacimiento llegó con una mayor inteligencia). El tótem era esencial para los planes de Grundy; tenía la intención de usarlo como un catalizador para fusionar su alma en perpetua reencarnación con el caparazón del androide Amazo, y así obtener más poder. Grundy usó el tótem para aumentar las habilidades de imitación metahumana de Amazo. Sin su tótem, Vixen descubrió que su conexión innata con el "Rojo", la "esencia" de la vida animal, se estaba desmoronando. Se las arregló para 'fijarse en' el tótem, pero su mente se perdió en una bandada de pájaros migratorios. Después de imitar las habilidades de un niño, Vixen logró recuperar la mente y rápidamente voló a Nueva York para recuperar su tótem. Vixen literalmente cayó en la batalla de la JLA contra Amazo. Después de que los villanos fueron sometidos, Vixen se convirtió en miembro fundador de la recientemente renovada Liga de la Justicia de América.

### Liga de la Justicia de América
El arco de la historia principal de Vixen en los primeros números de Justice League of America vol. 2, centrado en un cambio en sus poderes; Vixen pasó de no basarse más en las características de los animales, sino en los poderes de quienes la rodeaban. Igualó los niveles de habilidad de los demás y, como sospechaba, les quitó poderes. Superman fue el primero en darse cuenta de esto y posteriormente se lo reveló a Red Arrow.
Vixen buscó a su excompañero de equipo del Escuadrón Suicida, Tigre de Bronce, para hablar sobre su situación y, posteriormente, admitió todo en la Liga. La presidenta Canario Negro le indicó que entregara sus credenciales y la sacó del equipo. Posteriormente, Dinah discutió con Mari la posibilidad de arreglar las propiedades del tótem con la ayuda de Zatanna.
Cuando Zatanna intentó encontrar el origen del problema, vio una imagen mística de Vixen y Animal Man como marionetas. Cuando trató de romper el hechizo, fue repelida por una fuerza desconocida. Cuando Vixen intentó derrotar al recién restaurado Amazo absorbiendo todos sus poderes robados, se volvió misteriosamente débil. Luego cayó inconsciente, con Amazo acercándose a ella.
Cuando Zatanna y Tornado Rojo finalmente resolvieron la crisis, Vixen fue a buscar a Animal Man, ya que se había visto afectado por fluctuaciones de energía similares y no pudo aprovechar los poderes de los animales terrestres. Allí, ambos fueron absorbidos por el Tótem Tantu, donde, como en la visión de Zatanna, quedaron atrapados en la red de Anansi. Anansi, el Dios Tramposo del folclore africano, reveló sus poderes y cómo, siendo el Rey de las Historias, cambió las historias personales y las fuentes de poderes de Buddy y Mari para ponerlos a prueba.
En un intento por mantenerlos contenidos, Anansi restauró su conexión con Red , pero alteró las historias personales de los Leaguers para evitar que alguna vez fundaran la JLA. Sin embargo, Vixen escapó y buscó la nueva Leaguers para luchar contra Anansi a su lado. Aunque logró reunir aliados, todavía no eran rival para el poder de Anansi. Vixen apuntó con un arma a su tótem, aunque sabía que si el tótem era destruido, todos serían destruidos. Esto obligó a Anansi a volver las cosas a la normalidad. Anansi luego le reveló a Mari que todo era en realidad una prueba. Explicó que la realidad había cambiado en un nivel fundamental y que necesitaba a alguien que actuara como su agente contra un individuo que pudiera aprovecharse de la situación. Restauró los poderes de Mari, la devolvió a ella y a la JLA a sus hogares y dijo que algún día la visitaría.

### El Regreso del León
Vixen: Return of the Lion es una serie limitada que detalla el regreso de Vixen a su pueblo natal por primera vez. En esa serie, Vixen descubrió que un señor de la guerra local llamado Aku Kwesi y sus hombres se habían apoderado de varias aldeas de Zambesi. Resultó que este era el mismo hombre que mató a la madre de Vixen hace años. Cuando Vixen lo confrontó, descubrió que él tenía poderes que rivalizaban y posiblemente superaban los de ella. Estos poderes se basaron en tecnología avanzada y productos químicos que le fueron dados por el teniente de Intergang Whisper A'Daire. El resto de la Liga de la Justicia de América fue a África para brindar asistencia, solo para que varios miembros fueran rociados especialmente preparado por la poción de zombis Vudú de Kwesi. Esto permitió a A'daire tomar el control de Superman y Canario Negro y enfrentarlos al resto de la Liga.

### Crisis final
Durante el evento cruzado Crisis final, Vixen estuvo en el funeral del Detective Marciano, y luego en el Salón de la Justicia cuando Emperatriz, Sparx y Más y Menos llegaron allí en busca de ayuda después de ser atacados por el Amo de los Espejos y Arthur Light. Más tarde participó en una batalla masiva con las fuerzas de Darkseid después de que él casi conquistara la Tierra con la Ecuación Anti-Vida.

### Después de la Crisis Final
Después de Final Crisis, la JLA estaba hecha jirones y muchos de sus miembros tuvieron que irse. Mari y los miembros restantes del equipo solicitaron la ayuda de Hardware después de que Kimiyo Hoshi desapareciera en su búsqueda del Ladrón de Sombras y Starbreaker. Con la ayuda del amigo de Superman, Icono, el equipo salió victorioso en la batalla con Starbreaker, y Mari tenía grandes esperanzas para el futuro del equipo.
Poco tiempo después, Vixen se rompió la pierna en una batalla entre la JLA y el peligroso villano Prometheus con el mazo de Hawkman. Mientras ella y el resto del equipo intentaban recuperarse, fueron emboscados por Despero, que buscaba destruir la debilitada Liga. La JLA finalmente derrotó a Despero, solo para ser informado por Zatanna de los horribles eventos de Blackest Night que tuvieron lugar en todo el mundo. Después de que los Black Lanterns atacaran, Vixen le dijo a Kimiyo que se ausentaría del equipo para recuperarse de sus heridas.
Según el escritor James Robinson, inicialmente se pretendía que Vixen tuviera una salida significativamente diferente del equipo. Según él, se suponía que en el número 41 de Justice League of America, Mari regresaría a África para ayudar a defender el continente tras el asesinato de Freedom Beast en Cry for Justice, y eventualmente establecería un equipo de superhéroes africanos conocido como la Liga de la Justicia de África.
A pesar de que ya no trabajaba con la Liga, Vixen fue uno de los héroes que persiguieron a Maxwell Lord al comienzo de Justice League: Generation Lost, y presumiblemente fue borrado mentalmente por él junto con la mayoría de la población de la Tierra. Ella y Canario Negro luego viajaron a San Francisco para ayudar a Zatanna a capturar a un grupo de humanos que se habían transformado en Hombres Hienas.
Algún tiempo después de su renuncia a la JLA, Vixen viajó al deteriorado barrio de Liberty Hill para reclutar a Tattooed Man para un nuevo equipo de héroes que está formando. Sin embargo, Vixen descubrió que un grupo de pandilleros que anteriormente había trabajado para Tattooed Man había tomado el control de la comunidad y había hecho una fortuna a través del crimen. Creyendo erróneamente que Tattooed Man era responsable de los actos de violencia cometidos por sus antiguos matones, Vixen rescindió su oferta y lo atacó. Después de una pelea brutal, Vixen se rindió voluntariamente y accedió a irse y dejar que Tattooed Man cuidara de su vecindario a su manera.

### The New 52
En The New 52 (un reinicio de 2011 del universo de DC Comics), Vixen fue reclutada como parte de la nueva Liga de la Justicia Internacional. Su permanencia en el equipo resultó corta, ya que resultó herida en una explosión y quedó en coma. Su viejo amigo David Zavimbe más tarde se unió al equipo en su honor como Batwing.
Después de que JLI se disolvió, Vixen fue vista como una de las nuevas reclutas de Cyborg para la lista principal de la Liga de la Justicia.

### DC Renacimiento
Vixen es reclutada por Batman para unirse a su nueva Liga de la Justicia de América. Más tarde se ve a Vixen trabajando en nombre de la Liga, investigando una pista sobre una tecnología misteriosa que amenaza a Estados Unidos.

## Poderes y habilidades
Debido a su relación de sangre con el Dios Araña Anansi, Vixen posee la habilidad innata de hacer contacto directo con el campo morfogenético de la Tierra, que a veces se llama "Rojo". El Campo Morfogenético/Rojo es una fuerza primordial que conecta toda la vida en el universo. Este contacto con el "Rojo" le permite aprovechar las habilidades de cualquier animal que haya vivido en el planeta. Simplemente centrándose en un animal específico, Vixen puede extraer su talento del campo morfogenético e imitar sus habilidades, otorgándose una variedad de poderes sobrehumanos.
Sus habilidades le han permitido canalizar los poderes de animales extintos (como el tigre dientes de sable y el Triceratops), animales domesticados (como el Doberman Pinscher), animales mutados como Gorilla Grodd e incluso bestias místicas (como los dragones). Sus poderes incluso le permiten torcer algunas habilidades animales, como cuando usó la bioluminiscencia de un pez hacha marino y un pez rape para producir luz de su mano y crear un rayo similar a un láser de su cabeza. Vixen puede mejorar las habilidades de los animales que está imitando, una vez que su cuerpo fue destruido, usó las habilidades regenerativas de los platelmintos para reconstruir todo su cuerpo en minutos. Las habilidades de Vixen también pueden ser proporcionales a su cuerpo, lo que le permite aumentar dramáticamente su fuerza y velocidad. Al usar la fuerza de un escarabajo rinoceronte, pudo aumentar su fuerza 850 veces y mientras usaba la velocidad de vuelo de una mosca doméstica, rompió fácilmente Mach 2. La conexión de Vixen con el "Rojo" también le permite combinar las habilidades de múltiples animales, una vez que mantiene los rasgos morfogenéticos de todo un bosque.
Las garras/uñas de Vixen son particularmente afiladas y duras, lo que le permite rasgar una variedad de sustancias, como tela, madera, bloques de cemento e incluso metales blandos con facilidad. Sus garras están mágicamente mejoradas y han extraído sangre de personas que se consideran altamente resistentes al daño o casi invulnerables como Geo-Fuerza, Despero y Pre-Crisis Superman.
Ocasionalmente, se sabe que se transforma físicamente en animales; por ejemplo, se ha transformado en un lobo gris, un gran búho cornudo y un puma. Vixen también puede asumir una forma híbrida, en la que mantiene su forma humanoide pero con ciertas adaptaciones animales, como cuando tomó las branquias, las aletas y los ojos perdidos de un pez cavernario ciego en JSA Classified y luego se transformó en un humanoide lobo (reteniendo la ceguera del pez cavernario). Vixen también tiene la capacidad de comunicarse con los animales y puede anular el instinto natural de depredador/presa que se encuentra en la mayoría de los animales salvajes.
Si bien se desconoce el alcance total del control de Vixen sobre el campo morfogenético, en ocasiones extrajo energía pura de él y mostró esta energía como un campo de fuerza y construcciones de energía. Mientras colaboraba con Animal Man y la mujer conocida como Tristess, ayudó a crear un universo completo.
Se desconoce qué pasaría si Vixen intentara usar sus habilidades mágicas en un animal alienígena, o si obtendría acceso al campo morfogenético de otro planeta. Mientras ayudaba a Hawkgirl durante una misión en un planeta distante, pudo acceder a sus habilidades. Durante el tiempo en que Vixen imitaba las habilidades humanas, pudo imitar las habilidades extraterrestres de Superman. Esto podría indicar que ella es capaz de imitar las habilidades de los extraterrestres siempre que esté al tanto de ellos. Un inconveniente aparente de los poderes de Vixen es que no siempre puede controlar las entradas del campo morfogenético. A veces, ha absorbido comportamientos animales no deseados, como la ira instintiva o el frenesí asesino. Cuanto más tiempo permanece en contacto con el campo morfogenético, menos humana y más animal parece volverse.
Vixen usa un artefacto místico llamado Tantu Totem, un talismán con forma de cabeza de zorro que el dios embaucador africano Anansi le dio a sus antepasados. Anteriormente se pensaba que el tótem era la fuente de sus poderes, pero historias posteriores han demostrado que simplemente evita que el campo morfogenético abrume su mente. Se puede suponer que el tótem aumentó su rango de imitación natural de 150 pies a todo el mundo, ya que se la ha visto adoptando los rasgos de animales de todo el mundo. Se desconoce la capacidad total del tótem, pero Vixen una vez usó la magia del tótem para curar moretones y heridas en segundos simplemente tocándolo. El poder del tótem también le ha permitido a Vixen acceder a Red y hacer contacto mental con los "Wishers", un grupo de personas de todo el mundo a quienes la Reina de Fable les concedió deseos.
Después de perder el tótem, Vixen se vio obligada a aprovechar la plantilla humana como una forma de purgarse de las sensaciones animales puras y recuperar su humanidad. Posteriormente, Vixen se queda con una conexión lisiada con el campo morfogenético, incapaz de llegar a ningún animal excepto al animal humano. En este estado, muestra la capacidad de imitar los poderes metahumanos, como la velocidad de Jay Garrick, los poderes terrestres de Geo-Force y el control elemental de Black Lightning, así como los superpoderes kryptonianos de Superman, un extraterrestre. Sus habilidades no solo se limitan a las de los metahumanos, ya que pudo duplicar las habilidades de Red Arrow de tiro con arco e incluso el anillo de Green Lantern en una edición de Justice League of America, lo que sugiere que obtuvo poderes similares a los de Amazo. Se revela que esto es en realidad un engaño por parte de Anansi el Dios Araña. Al enfrentarse a él dentro del Tótem Tantu, Anansi restaura los poderes animales de Vixen. Por razones desconocidas, Anansi ha hecho del Tótem Tantu su hogar actual y considera a la familia de Vixen los custodios y guardianes del tótem. Si bien Mari no necesita usar el tótem para usar sus poderes, se espera que lo mantenga a salvo para Anansi.

## Otras versiones

### Flashpoint
En la línea de tiempo alternativa del evento Flashpoint, Vixen es miembro de las Furias Femeninas de Wonder Woman y una de las antiguas amantes del industrial Oliver Queen. Vixen y Oliver tienen una hija que intenta asesinar a su padre, pero es asesinado por su equipo de seguridad.

### Tierra-23
Se muestra una versión alternativa de Vixen como parte de la Liga de la Justicia de la Tierra-23, un mundo en el que los superhéroes negros ocupan un lugar destacado en la comunidad de superhéroes.

### DC Bombshells
En la continuidad de DC Bombshells ambientada en la Segunda Guerra Mundial, ella es lesbiana y ayuda a las Bombshells con su amante, Hawkgirl, que es una genio tecnológica y arqueóloga.

## En otros medios

### Televisión

#### Acción en vivo
- En enero de 2015, The CW anunció que una historia de origen animada de una serie web centrada en Vixen debutaría en CW Seed en otoño de 2015. Está ambientada en el mismo universo de la serie de CW Arrow y The Flash.[71][72] La serie se desarrolla principalmente en Detroit, Míchigan, con algunos cruces con los otros espectáculos de Arrowverso; y si tiene éxito podría llevar a una adaptación de acción en vivo.[73] Mari McCabe / Vixen es interpretada por Megalyn Echikunwoke, mientras que Kimberly Brooks expresó la contraparte más joven de Mari.[74][75]
  - En 2016, Echikunwoke repitió su papel como Mari McCabe / Vixen en el episodio de la cuarta temporada de Arrow, "Taken".[76] Se revela que Mari se ha convertido en una vigilante experimentada con un amplio conocimiento del misticismo. En el episodio, Mari ayuda a Oliver a luchar contra Damien Darhk, quien secuestró al hijo biológico de Oliver, William Clayton. Echikunwoke ha dicho que hay un potencial para que ella tenga una serie derivada de acción en vivo.[77]
  - Mari McCabe / Vixen también apareció en la segunda temporada de la serie animada de Arrowverso Freedom Fighters: The Ray en CW Seed.[78][79]
- Amaya Jiwe aparece como una serie regular en la segunda y tercera temporada de Legends of Tomorrow, interpretada por Maisie Richardson-Sellers. Amaya, conocida como Vixen en el campo, fue reclutada por la Sociedad de la Justicia de América para luchar contra las fuerzas del Eje junto con el líder Rex Tyler / Hourman, Commander Steel, Obsidian, Stargirl y Doctor Medianoche. En algún momento, Amaya entra en una relación con Rex y cuando él es asesinado, ella se une a las Leyendas para encontrar a su asesino.[80][81] Se confirma que Amaya es la abuela de Mari McCabe cuando Ray Palmer, que había trabajado anteriormente con Mari, advierte a Nate Heywood sobre cambiar el destino de Mari al involucrarse con Amaya. A pesar de derrotar al asesino de Rex y obtener conocimiento de su trágico destino, Amaya decide no alterar el tiempo y se queda con las Leyendas por el momento, al mismo tiempo que continúa su relación con Nate. La tercera temporada hace más conexiones entre Amaya y la serie web con las introducciones de la nueva Leyenda, Zari Tomaz, y el antagonista secundario, Kuasa. Zari, un vigilante de 2042, forma un vínculo con Amaya debido a la posesión del tótem aéreo de Zambezi. Kuasa, que es hermana biológica de Mari, enemiga y aliada incómoda, ha sido revivida por el antagonista principal de la temporada, Mallus, desde su muerte en la serie web Vixen, nuevamente en posesión del tótem de agua. Ray, recordando su batalla anterior con el villano que dobla el agua, le confirma a Amaya que Kuasa es de hecho su nieta. Amaya descubre que su futura contraparte borró sus recuerdos como Leyendas para preservar el destino de Mari, y se da cuenta de que, aunque Mari se convirtió en una superhéroe, la vida de Kuasa se dañó irreparablemente. Amaya, con la ayuda de su futura hija Esi, evita que su aldea sea destruida en 1992. La nueva línea de tiempo refleja estos cambios, con Mari y Kuasa compartiendo el Tótem Anansi. Al final de la temporada, Amaya decide que es hora de regresar a su aldea en 1942 con su conocimiento de lo que aprendió como leyenda que permanece en sus recuerdos.
- Vixen se menciona en el episodio de Black Lightning "The Book of Little Black Lies".

#### Animación
- Vixen ha hecho numerosas apariciones en Liga de la Justicia Ilimitada, con la voz de Gina Torres. Los poderes de Vixen no tienen ningún origen explícito; ella simplemente necesita tocar el tótem en su collar para activarlos. Aparentemente, es capaz de volar y puede usar habilidades animales sin ninguna proximidad con la criatura real, y en un momento lo hace mientras está en un planeta diferente. Se le muestra comúnmente imitando a un elefante para aumentar su masa en varias toneladas o para golpear a oponentes mucho más duros. Si bien su apariencia no cambia, una imagen fantasmal del animal que está imitando se proyecta desde el tótem en su collar y aparece temporalmente frente a ella. Además, se muestra que sus garras son particularmente afiladas, ya que es capaz de aferrarse a una pared y cortarlas fácilmente con concreto y metal. Vixen apareció por primera vez en el episodio "Wake the Dead". Su primera escena fue en la pasarela, y más tarde se reveló que era la novia de Linterna Verde (dirigiéndose a él repetidamente a lo largo de la serie como "Boo"), ante los celos de su examante Shayera Hol, quien todavía tenía sentimientos fuertes y tal vez tenía sentimientos por él. Cuando ella y John se enfrentan a Solomon Grundy, ella usa la fuerza de un elefante para derribar a Grundy temporalmente, pero no puede detener el ataque de Grundy. John y Vixen no pueden detener a Grundy, pero ella se prueba a sí misma cuando se las arregla para salvar a John, mientras que también lo empuja hacia atrás. Vixen apareció más tarde en "Hunter's Moon", donde ella, junto con Vigilante, llegó a un acuerdo con las acciones de Shayera Hol en la invasión de Thanagarian a la Tierra. A pesar de su mutuo afecto por Stewart, incluso establecieron una especie de amistad (más bien como una amistosa rivalidad). En "Grudge Match", ella y Shayera se asociaron con Canario Negro y Huntress en una batalla forzada (y sin éxito) contra la poderosa Mujer Maravilla. Cuando terminó la serie, John Stewart y Vixen seguían siendo pareja, y John declaró que no sería el peón del destino, aunque en el futuro se encontrara con su propio hijo con Shayera. Sin embargo, la durabilidad de su relación es cuestionada por los comentarios posteriores a la presentación de los creadores y la existencia de un posible futuro hijo, Warhawk, entre Shayera Hol y John Stewart. En sus apariciones, Vixen se ve usando la fuerza de un elefante, la velocidad de un guepardo, la regeneración de un lagarto, la visión en color de una salamandra, el rastreo de la pared de una araña, la patada de un burro, la constricción De una anaconda, y la descarga eléctrica de una anguila eléctrica.
- Vixen aparece en el episodio de Batman: The Brave and the Bold "Gorillas in Our Midst!", con la voz de Cree Summer. Esta encarnación de Vixen viste un atuendo similar a su moderno traje de JLA, pero con botas largas y guantes negros. Batman solicita su ayuda cuando Gorilla Grodd reemplaza a la población humana con gorilas. Ella parece tener una relación con Bestia B'wana. Ayuda a Bestia B'wana a detener un robo en una joyería por Polilla Asesina, usando la patada de un canguro para noquearlo. Más tarde se enfrenta a Bestia B'wana para hablar sobre su relación, pero se ve interrumpida por la invasión de Gotham por Gorilla Grodd. Ella usa la habilidad de un halcón para volar para enfrentar el asalto aéreo de Grodd, pero es capturada por uno de los misiles de Monsieur Mallah. Ella es salvada por el híbrido de serpiente / paloma de B'wana Bestia y pronto escapa y se hace cargo de un rinoceronte para arar a través de los monos. Vixen pronto es detenido por Gorilla Boss y eliminado por el guante eléctrico de Gorilla Grodd. Los gorilas se llevan su tótem Tantu y ella y la Bestia B'wana están encerradas en el Zoológico de Gotham, donde la Bestia B'wana le dice que debería dejar un superhéroe y novio como "D-list" como él y encontrar a alguien mejor, esta última comenzó a golpearla antes de ser combinada con una abeja por los poderes de la bestia B'wana para ayudarles a escapar, y también para recuperar su tótem. Ella usa la agilidad y la velocidad de un guepardo para luchar contra Gorilla Boss, quien la captura, pero lo sorprende cuando Bestia B'wana y su híbrido de cocodrilo / avestruz lo distraen con la electricidad de una anguila eléctrica. Más tarde derrota a Gorilla Boss con la fuerza de una hormiga. Al final, Gorilla Grodd y su ejército son derrotados, y Batman y el Detective Chimp se van, lo que permite que Vixen y Bestia B'wana hablen sobre su relación. Bestia B'wana le dice que él sabe que no es el hombre perfecto, pero ella lo interrumpe con una propuesta de matrimonio, que él acepta con gusto. En "The Siege of Starro!", Vixen es uno de los muchos héroes tomados bajo el control de Starro, y Bestia B'wana intenta desesperadamente salvarla. Después de que se libera del control del parásito Starro, se da cuenta de la ausencia de B'wana. Después de que B'wana se sacrifica para derrotar a Starro, se la ve llorar en su funeral.
- En Teen Titans Go!, el episodio "¡Estás despedido!", Vixen es uno de los héroes con poder de los animales que audiciona para reemplazar a Beast Boy.
- Vixen aparece en Justice League Action, con la voz de Jasika Nicole.
- Vixen apareció en la serie de DC Super Hero Girls, con la voz de Kimberly Brooks. En esta versión, Mari trabaja como voluntaria en el Zoológico de Metropolis.

### Película
- Una versión alternativa de Vixen llamada Vamp aparece como miembro de Sindicato del Crimen de América en Justice League: Crisis on Two Earths. A diferencia de su contraparte, Vamp en realidad se transforma en diferentes tipos de animales en lugar de simplemente asumir sus rasgos.[82] Fue vista tomando la forma de un león, una serpiente y un oso. Sus poderes son algo similares a los poderes de Beast Boy, donde es marrón en todas sus formas y tiene salientes dorados que salen de sus cejas. Un hecho notable sobre las capacidades de cambio de forma de Vamp es que toma la forma de un león macho (que tiene la crin de uno). Fue derrotada por Mujer Maravilla, quien se rompió la espalda sobre la rodilla en forma de oso.
- En Batman y Harley Quinn, una de las camareras del restaurante que Harley Quinn trabajó durante un tiempo hace un cameo, con una versión exótica del traje de Vixen.

### Videojuegos
- Vixen aparece en DC Universe Online.
- Vixen aparece como un personaje jugable en la versión portátil de Lego Batman 2: DC Super Heroes y las piezas para ensamblarla están disponibles en la versión para consola.
- Vixen aparece como un personaje jugable a través de DLC en Lego Batman 3: Beyond Gotham.
- Vixen aparece como una piel principal para Cheetah en Injustice 2, con Megalyn Echikunwoke repitiendo el papel.
- Vixen aparece como un personaje jugable en Lego DC Super-Villains, con la voz de Megalyn Echikunwoke.